# 10月31日
10月31日是阳历一年中的第304天（闰年第305天），离全年的结束还有61天。

## 大事记

### 19世紀以前
- 475年：西羅馬帝國皇帝罗慕路斯·奥古斯都即位。
- 802年：東羅馬帝國伊琳娜女皇被推翻，流放至莱斯沃斯岛，财政大臣尼基弗鲁斯继承帝位。
- 932年：阿拔斯王朝哈里发穆克塔迪爾一世于内战中被杀，其弟卡希爾一世继任哈里发之位。
- 1517年：薩克森神學家馬丁·路德在維滕貝格諸聖堂的大門上張貼他的《九十五條論綱》，標誌着德意志宗教改革的開始及促成了新教的誕生。

### 19世紀
- 1822年：墨西哥第一帝國皇帝阿古斯汀一世宣布解散議會，並實行以他為首的軍事獨裁統治。
- 1864年：為了確保美國總統亞伯拉罕·林肯能在8天後順利連任，內華達領地正式升格為美國第36個州份“內華達州”。
- 1874年：清朝和日本订立《台事北京专约》。

### 20世紀
- 1914年：青岛战役中，日本军队对当地德军堡垒发动总攻。
- 1914年：比利時-法國聯軍在伊瑟河戰役擊敗德軍，使得比利時能夠保留部分領土不被佔領，阿爾貝一世也因此成為國家英雄。
- 1917年：第一次世界大战：别是巴战役（英语：Battle of Beersheba (1917)），号称是世界上最后一次成功的骑兵冲锋。
- 1918年：秋玫瑰革命终止了1867年奥地利-匈牙利折衷方案，匈牙利独立。
- 1922年：贝尼托·墨索里尼就任意大利第40任总理。
- 1940年：德軍中止對英國的空襲。
- 1941年：位於美國南達科他州基斯通的拉什莫爾山雕像完工，分別是華盛頓、傑佛遜、老羅斯福和林肯。
- 1956年：苏伊士运河危机中，英法空军开始空袭埃及军队，企图强迫埃及再度开启苏伊士运河。
- 1969年：中國電視公司開播，是台灣第一家全部彩色播出的電視台[1]。
- 1971年：中華電視公司開播[2]。
- 1972年：清潔香港運動全面展開。香港總督麥理浩爵士呼籲全港市民大力支持清潔運動，在中環舉行火燒「垃圾蟲」儀式，象徵清潔運動正式開始。
- 1980年：香港西貢油尾避風塘發生火警，燒毀五十幾艘船，百多人無家可歸。火警在晚上十時許發生，一艘蝦艇首先起火，波及附及船隻，不久整個避風塘變成火海[來源請求]。
- 1984年：印度总理英迪拉·甘地在總理府被她的兩個錫克教保鏢開槍刺殺身亡。
- 1984年：严打“第一战役”结束，中共中央开始部署“第二战役”。
- 1986年：台北市立動物園由圓山遷至木柵現址。
- 1987年：上海东风饭店发生重大食物中毒事故，百桌酒席700多人中毒。
- 1988年：中国大陆第一条高速公路沪嘉高速公路通车，連接上海市區至衛星城市嘉定。
- 1989年：上海港驳船运输公司的一艘载重量为4359.7吨的輪船「金山轮」在渤海湾突遇气旋风後下落不明而遇难。[3]
- 1992年：伽利略蒙冤360年后，终于获得梵蒂冈教宗若望保祿二世的平反。
- 1993年：香港有線電視正式啟播。
- 1999年：埃及航空990号班机在美国纽约肯尼迪国际机场起飞后不久，墜毁于大西洋中，共造成217人死亡。
- 2000年：新加坡航空006號班機於臺灣中正國際機場起飛時，受惡劣天氣影響誤入施工中跑道而失事墜毀，造成機上83人死亡、71人受傷，為臺灣航空史上迄今唯一涉及外國航空公司的空難。
- 2000年：北斗-1A卫星于西昌卫星发射中心发射。

### 21世紀
- 2002年：引黄济津开闸放水。
- 2003年：馬來西亞首相马哈迪·莫哈末結束22年執政，由馬來民族統一機構副主席阿都拉·巴達威繼任。
- 2005年：台灣中時晚報發行最後一天，翌日起停刊。
- 2009年：連接上海市浦東新區至長興島之上海长江隧桥通车。
- 2011年：根據聯合國人口基金會的估計，全球人口突破70億人。[4]
- 2018年：紀念印度獨立運動領導者薩達爾·瓦拉巴伊·帕特爾的團結雕像在古吉拉特邦那爾馬達縣正式落成，高達182米，是全球最高的雕像。
- 2019年：位於日本沖繩的世界文化遺產、琉球王國時期御城“首里城”遭遇大火，宮殿結構大面積損壞而需要重建。
- 2019年：巴基斯坦中部一列火車駛至旁遮普邦利亞卡特鎮附近時突然爆炸起火，造成至少七十四人死、四十四人受傷。[5]
- 2021年，東京發生日本京王線隨機殺人縱火事件，導致17人受傷，是京王電鐵自1948年通車營運以來，首起具致命性的公共安全犯罪事件。
- 2021年：《聯合國氣候變化綱要公約》第26屆締約方會議召開。
- 2022年：香港受股災影響，恒生指數早段低見14597.31點，創2009年4月28日以來最低。

## 出生
- 1345年：斐迪南一世，葡萄牙、阿爾加維國王（1383年逝世）
- 1391年：杜阿爾特一世，葡萄牙、阿爾加維國王（1438年逝世）
- 1424年：瓦迪斯瓦夫三世，亞蓋隆王朝的波蘭國王、匈牙利國王（1444年逝世）
- 1472年：王守仁，明朝思想家、軍事家（1529年逝世）
- 1632年：扬·弗美爾，荷蘭黃金時代畫家（1675年逝世）
- 1694年：朝鮮英祖李昑，朝鮮王朝國王（1776年逝世）
- 1705年：教宗，羅馬主教（1774年逝世）
- 1754年：保羅一世，俄羅斯帝國皇帝（1801年逝世）
- 1760年：葛飾北齋，日本江戶時代後期浮世繪師（1849年逝世）
- 1795年：約翰·濟慈，英國詩人（1821年逝世）
- 1815年：卡爾·魏爾施特拉斯，德國数學家，被譽為「現代分析之父」。（1897年逝世）
- 1828年：約瑟夫·斯萬，英國物理學家、化學家、發明家，白熾燈的發明者。（1914年逝世）
- 1835年：阿道夫·馮·拜爾，德國化學家，1905年諾貝爾化學獎得主（1917年逝世）
- 1838年：路易斯一世，葡萄牙萨克森-科堡-哥达王朝國王（1889年逝世）
- 1863年：威廉·吉布斯·麥卡杜，美國律師、政治人物，曾任美國財政部長（1941年逝世）
- 1865年：威爾弗雷德·伏尼契，波蘭革命家、古物研究者、藏書家（1930年逝世）
- 1866年：石塚英藏，日本政治人物，第13任臺灣總督（1942年逝世）
- 1869年：上山滿之進，日本政治人物，第11任臺灣總督（1938年逝世）
- 1875年：薩達爾·瓦拉巴伊·帕特爾，印度政治人物、社會活動家，首任印度副總理、內政部長（1950年逝世）
- 1876年：娜塔莉·克利福德·巴尼，美國旅法劇作家、詩人、小說家（1972年逝世）
- 1881年：西尾寿造，日本陸軍將領（1960年逝世）
- 1883年：瑪麗·羅蘭珊，法國画家（1956年逝世）
- 1887年：蔣中正，中國國民黨總裁、中華民國總統（1975年逝世）
- 1892年：亚历山大·阿廖欣，俄裔法國西洋棋大師，曾四次獲得西洋棋世界冠軍（1946年逝世）
- 1895年：B·H·李德·哈特，英國軍事記者、戰略學家（1970年逝世）
- 1902年：沃德·亞伯拉罕，匈牙利數學家、統計學家（1950年逝世）
- 1905年：哈里·哈洛，美國心理學家（1981年逝世）
- 1920年：弗里茨·瓦尔特，德國足球史上首位傳奇巨星、領袖人物（2002年逝世）
- 1920年：德丹·基馬蒂，肯亞民族主義者、獨立運動家（1957年逝世）
- 1922年：諾羅敦·西哈努克，柬埔寨國王（2012年逝世）
- 1925年：約翰·波普，英國化學家，1998年諾貝爾化學獎得主（2004年逝世）
- 1925年：楊知勇，中國作家
- 1926年：吉米·薩維爾，英國唱片騎師（2011年逝世）
- 1926年：陳子福，臺灣電影海報畫家（2022年逝世）
- 1930年：迈克爾·科林斯，美國宇航员（2021年逝世）
- 1935年：葛立恆，美國數學家（2020年逝世）
- 1935年：穆罕默德·侯賽因·坦塔維，埃及元帥、政治家（2021年逝世）
- 1937年：柘植義春，日本漫畫家、隨筆家
- 1938年：富山敬，日本男性聲優（1995年逝世）
- 1941年：，美國NBA聯盟職業籃球運動員（2022年逝世）
- 1947年：林宗仁，台灣男演員（2011年逝世）
- 1947年：赫尔曼·范龙佩，歐盟首任常任主席
- 1950年：，英國建筑師（2016年逝世）
- 1952年：吴子牛，中国导演
- 1956年：郭昶，中國演員（2006年逝世）
- 1957年：勞倫·貝蘭特，美國學者、文化理論家、作者（2021年逝世）
- 1958年：莫華倫，香港男高音歌唱家
- 1959年：尼尔·斯蒂芬森，美國推理小說家
- 1960年：朱寶意，臺灣女演員
- 1960年：禮薩·巴列維，伊朗末代皇太子
- 1961年：，新西蘭電影導演
- 1961年：小賴瑞·慕蘭，愛爾蘭搖滾團體U2創始人、鼓手
- 1963年：勞伯·許奈德，美國演員
- 1963年：鄧加，巴西足球教練
- 1964年：马尔科·范巴斯滕，荷蘭男子足球運動員
- 1964年：愛德華·科科伊季，摔跤运动员運動員、商人、政治家，格魯吉亞南奥塞梯總統
- 1964年：馮翊綱，台灣劇場表演藝術家，著名相聲演員
- 1964年：张朝阳，中国搜狐公司董事长
- 1968年：高思博，台灣政治人物
- 1970年：吳奇隆，台灣歌手
- 1970年：諾蘭·諾斯，美國男演員、配音員
- 1972年：飯島愛，日本女藝人（2008年逝世）
- 1975年：吉雪萍，中国东方卫视主持人
- 1976年：小暮英麻，日本女性聲優
- 1976年：張泰山，台灣棒球選手
- 1976年：張家浩，台灣棒球選手
- 1976年：何塞·埃尔南德斯，西班牙足球運動員
- 1976年：山本耕史，日本演員
- 1978年：張天霖，台灣演員
- 1980年：艾迪·凯伊·托马斯，美國男演員
- 1981年：李菁，香港聾人女狀元（2008年逝世）
- 1981年：任家萱，台灣女子團體S.H.E成員、歌手、演員、主持人
- 1981年：金晶，中国击剑运动员
- 1983年：是元介，台灣男演員
- 1984年：河图，中國歌手
- 1984年：赤羽根健治，日本聲優
- 1986年：布蘭特·科里根，美國模特、演員
- 1987年：大壯，中國歌手
- 1988年：塞巴斯蒂安·布米，瑞士賽車手
- 1988年：科爾·阿爾德里奇，美國籃球運動員
- 1988年：邱鋒澤，新加坡歌手、演員
- 1989年：溫妮，台灣女藝人
- 1989年：宋軼，中國演員
- 1990年：許光漢，台灣男演員
- 1990年：帕蒂·哈里森，美國女演員、喜劇演員
- 1991年：須田亞香里，日本女子偶像團體SKE48成員
- 1991年：邊佑錫，韓國模特兒、演員
- 1992年：李承協，韓國男子偶像樂團N.Flying隊長
- 1993年：莉蒂西亞·萊特，英國女演員
- 1994年：陳瑶，中國女演員
- 1994年：周淑怡，中國女藝人
- 1994年：馬里奧·桑切斯，委內瑞拉職業棒球運動員
- 1997年：何詩蓓，香港女子游泳運動員
- 1997年：馬古斯·拉舒福特，英國足球運動員
- 1997年：伊贊·伊斯卡米迪亞，西班牙男演員
- 1998年：余澎杉，新加坡儿童演員、部落客作者、Youtube影片制作者
- 1999年：韓旭，中國女子籃球運動員
- 2001年：金川紗耶，日本女子偶像團體乃木坂46成員
- 2001年：竹內愛紗，日本女演員
- 2003年：岡慎之助，日本男子競技體操運動員
- 2005年：萊昂諾爾，西班牙公主
- 2005年：菅原咲月，日本女子偶像團體乃木坂46成員

## 逝世
- 932年：穆克塔迪爾一世，阿拔斯王朝第18代哈里发（895年出生）
- 1005年：安倍晴明，日本平安時代陰陽師（921年出生）
- 1034年：高麗德宗，高丽国第9任君主（1016年出生）
- 1448年：约翰八世，拜占庭帝国皇帝（1392年出生）
- 1661年：科普魯律·穆罕默德帕夏，奥斯曼帝国权臣（1575年出生）
- 1723年：科西莫三世·德·麥地奇，托斯卡納大公（1642年出生）
- 1732年：维托里奥·阿梅迪奥二世，西西里国王（1666年出生）
- 1806年：喜多川歌麿，日本艺术家（1753年出生）
- 1859年：三條實萬，日本幕末公卿（1802年出生）
- 1916年：查尔斯·泰兹·罗素，美国牧师（1852年出生）
- 1916年：黄兴，中國近代資產階級民主革命家，辛亥革命元勛（1874年出生）
- 1918年：埃貢·席勒，奧地利畫家（1890年出生）
- 1925年：米哈伊尔·伏龙芝，苏联统帅、军事理论家（1885年出生）
- 1926年：哈利·胡迪尼，魔术师（1874年出生）
- 1927年：約翰·路德·朗，美國律師、作家（1861年出生）
- 1956年：薛覺先，香港粵劇演員（1904年出生）
- 1966年：马约翰，中华全国体育总会主任、清华大学教授（1882年出生）
- 1966年：布拉傑什·辛格，印度政治人物（約1909年出生）
- 1983年：喬治·哈拉斯，美國職業美式足球運動員、教練。（1895年出生）
- 1983年：陸家羲，中國業餘數學家，身後獲頒國家自然科學獎一等獎。（1935年出生）
- 1984年：英迪拉·甘地，印度政治人物，第3任印度总理（1917年出生）
- 1993年：瑞凡·费尼克斯，美国男演员（1970年出生）
- 1997年：万毅，中国人民解放军将领（1907年出生）
- 2000年：華月，日本樂團Raphael中的隊長，擔任吉他手（1981年出生）
- 2003年：蘇春濤，臺灣教育工作者，童謠《妹妹背著洋娃娃》的作曲者（1918年出生）
- 2003年：彭定松，臺灣雕刻家（1951年出生）
- 2006年：彼得·威廉·波塔，南非政治家（1916年出生）
- 2007年：艾哈邁德·沙菲克，埃及性學家、泌尿科醫生（1933年出生）
- 2008年：老瓊，臺灣漫畫家（1953年出生）
- 2009年：錢學森，中國空氣動力學家，被譽為「中國太空之父」、「火箭之王」（1911年出生）
- 2009年：陳琳，中国歌手（1970年出生）
- 2019年：艾芙琳·戴茲，瑞士裔美國藝術品經銷商、策展人、經紀人（1936年出生）
- 2020年：辛·康納利，蘇格蘭演員（1930年出生）
- 2021年：凱薩琳·蒂澤德，紐西蘭總督，紐西蘭歷史上首位女性總督（1931年出生）
- 2021年：石天，香港演員、電影導演、製作人（1949年出生）

## 節假日和習俗
- 萬聖夜
- 世界勤俭日（英语：World Savings Day）
- 世界城市日
- 新教：宗教改革日
- 巴西：萨奇日
- 印度：国家团结日
- 柬埔寨：國王華誕
- 秘魯：克里奥尔语歌曲之日
- 中華民國：蔣公誕辰紀念日（2007年8月29日廢除）、榮民節
- 美国：女童军创始人日
- 布吉納法索：烈士節